# アユシュ・シェッティ
アユシュ・シェッティ（英語: Ayush Shetty、2005年5月3日 - ）は、インドの男子バドミントン選手。

## 経歴
2023年、世界ジュニア選手権では、準々決勝で第7シードの沖本優大をストレートで破るが、準決勝で敗退し銅メダルを獲得した。